# Radimella wantlandi
Radimella wantlandi är en kräftdjursart som först beskrevs av Teeter 1975.  Radimella wantlandi ingår i släktet Radimella och familjen Hemicytheridae. Inga underarter finns listade i Catalogue of Life.